# سكة حديد الأمازون
سكة الحديد العابرة للأمازون، هو مشروع مقترح لربط المحيط الأطلسي بالمحيط الهادئ عبر خط حديدي يمر بحوض الأمازون في البرازيل وبوليفيا وبيرو. نشأت فكرة المشروع عام 2013، وأُعلن عنها رسميًا في عام 2015 من قِبل مسؤولين صينيين وبوليفيين، ضمن خطة أوسع لإنشاء شبكة نقل تموّلها الصين لدعم حركة التجارة البوليفية. يهدف المشروع إلى إنشاء خط سكة حديد بالقياس القياسي (1,435 مم) يقطع غابات الأمازون، مشكّلًا ممرًا عابرًا للقارة.
قُدرت كلفة المشروع بنحو 10 مليارات دولار في بداياته، وارتفعت لاحقًا إلى 72 مليار دولار بحلول عام 2023، وسط تشكيك في قدرته على استرداد هذه التكاليف. يتصل المشروع بمبادرات أخرى مماثلة مثل قناة نيكاراغوا وخط سكة حديد كولومبي، وأُدرج ضمن الخطة الوطنية للنقل في البرازيل.
واجه المشروع انتقادات من قبائل السكان الأصليين والمدافعين عن البيئة، الذين أعربوا عن قلقهم من تأثيراته السلبية على النظام البيئي لغابات الأمازون، وعلى المجتمعات الأصلية التي تعتمد على هذه البيئة في حياتها اليومية. وتشير تجارب سابقة إلى أن مشاريع التنمية قد جلبت العنف للسكان الأصليين بسبب التعديات من قِبل قاطعي الأشجار ومربي الماشية. كما حذّر خبراء من غياب دراسات دقيقة حول الأثر البيئي للمشروع، وعدم إشراك المجتمعات المتأثرة في هذه المناقشات. وقد خلّف مشروع مشابه، هو الطريق السريع العابر للأمازون، آثارًا مدمّرة على السكان الأصليين.
رغم ذلك، يرى بعض المحللين أن خط السكة الحديد أقل ضررًا من شبكة الطرق، لأن إزالة الغابات تحدث غالبًا على جوانب الطرق البرية، بينما يمكن للخط الحديدي أن يمر عبر أراضٍ سبق أن أُزيلت منها الغابات، ما قد يُقلل من التأثير البيئي.
من الناحية الاقتصادية، يُتوقع أن يسهم المشروع في تنشيط اقتصاد أمريكا الجنوبية من خلال تسهيل التبادل التجاري مع آسيا، خصوصًا في ما يتعلق بتصدير لحوم الأبقار وفول الصويا والمعادن. وقد دعمت الصين المشروع من خلال التمويل المباشر ورفع القيود عن واردات اللحوم من المنطقة، وأصبحت في السنوات الأخيرة أكبر مستورد للحوم البرازيلية.
غير أن تربية الماشية تُعد من أبرز مسببات إزالة الغابات في الأمازون، حيث تؤدي إلى تدمير مساحات شاسعة من الغابات باستخدام أساليب مثل القطع والحرق، كما أن الرعي المكثف يعيق تجدد الغطاء النباتي، ما يزيد من الأثر البيئي طويل الأمد.
وحتى عام 2024، لم تبدأ أعمال البناء الفعلية. وقد تلقّت بوليفيا دعمًا من بنك التنمية الصيني وبنك التنمية الأمريكي، لكن المشروع لا يزال يواجه تحديات بيئية ومالية وقانونية كبيرة قد تؤخر تنفيذه أو تعيق اكتماله.